# Fiona O'Sullivan
Fiona O'Sullivan (San Geronimo, 17 de septiembre de 1986) es una exfutbolista irlandesa-estadounidense que jugaba como delantera en el Notts County inglés.

## Trayectoria
O'Sullivan comenzó en 2004 en el San Francisco Dons de la NCAA. Tras graduarse en 2007 pasó a la Women's Premier Soccer League, en el Sonoma County Sol y el California Storm. En 2009 debutó con la selección irlandesa.
En 2010 comenzó su carrera europea. Primero en Suecia: en 2010 en el AIK y en 2011 en el Pitea, que le cedió a un Segunda, el Kvarnsveden.
Jugó la 2011-12 en el Soyaux francés, y las dos siguientes temporadas en el Friburgo alemán. En 2014 fichó por el Notts County inglés.
Con la selección irlandesa ha marcado 13 goles a fecha de 2014.